# Márkos Albert (zenész, 1944)
Márkos Albert (Kolozsvár, 1944. december 13.) erdélyi hegedűművész, Márkos Albert zeneszerző fia.

## Életpályája
A kolozsvári Gheorghe Dima Zeneakadémián végzett. 1966-tól a kolozsvári filharmónia hegedűse, 1992-től koncertmestere. 1970-től a Concordia kamarazenekar tagja, 1987-től vezetője. 1983-től kamarazene-évadokat szervezett Székelykeresztúron, Segesváron, valamint Székelyudvarhelyen. 1996-ban újjászervezte a kolozsvári filharmónia kamarazenekarát, amelynek vezetője. Zenei áhitatok, hangversenyek, szabadegyetemi előadások szervezője és előadója.

## Társaságok
- Romániai Magyar Zenetársaság (Kolozsvár)
- Mozart Zenei Társaság (Kolozsvár)
- Dávid Ferenc Véndiák Egylet (Kolozsvár)
- Interetnikai Párbeszéd Csoport (Kolozsvár)